# Allmän material- och arbetsbeskrivning
Allmän material- och arbetsbeskrivning, AMA, är en serie av referensböcker som ges ut av AB Svensk Byggtjänst. Dessa kompletteras med RA, Råd och Anvisningar, och ger god hjälp vid upprättandet av förfrågningsunderlag och bygghandlingar för entreprenader.

## Tillämpning
AMA är ett referensverk med texter som beskriver krav på material, utförande och färdigt resultat för vanliga arbeten i byggproduktionen. Dessa krav kan ses som sådana som branschen uppfattar som god praxis, allmänt accepterad kvalitet, beprövad teknik och fackmässigt utförande. Texterna kan refereras i tekniska beskrivningar.
Förfrågningsunderlaget för en utförandeentreprenad omfattar bland annat tekniska beskrivningar som vanligen ansluter till AMA. Det innebär att man åberopar text i AMA som därigenom kommer att gälla som föreskrifter i det aktuella projektet. Entreprenören svarar för produktionen, alltså för att utföra objektet så som anges i beskrivningen och övriga kontraktshandlingar.
AMA är främst användbar för utförandeentreprenader men kan även tillämpas för totalentreprenader. Tekniska beskrivningar för totalentreprenader benämns vanligen rambeskrivningar. Där formuleras i första hand krav på funktion för det som ska byggas. Totalentreprenören svarar både för fortsatt projektering och produktion.
AMA finns för alla olika tekniska fackområden. Uppdelningen i olika böcker är till för att passa branschens traditionella indelning av teknikkonsulter och entreprenörer.
AMA omfattar även texter för administrativa föreskrifter vid upphandling av anläggnings- bygg- och installationsentreprenader. AMA AF är gemensam för alla fackområden. Anpassning till utförande- respektive totalentreprenad görs genom att åberopa olika avsnitt.
Text i AMA åberopas genom att i den tekniska beskrivningen respektive i de administrativa föreskrifterna föra in den kod och rubrik som motsvarar det arbetet som avses. Därigenom gäller texterna i beskrivningen tillsammans med eller i stället för (enligt "företrädesregeln") de texter som finns i AMA under motsvarande kod och rubrik, samt överordnade koder och rubriker enligt "pyramidregeln".
Detta underlättar beskrivningsarbetet genom att man inte explicit behöver upprepa krav som redan formulerats i AMA.

## Systematik
AMA:s texter är ordnade enligt ett system av koder och rubriker vars nuvarande version kallas BSAB 96. BSAB-systemet klassificerar de begrepp som används i byggsektorn. I AMA tillämpas struktur för byggdelar och installationssystem respektive produktionsresultat.
Byggdelar är delar som har en huvudfunktion i byggnadsverket såsom grund, bärverk, klimatskärm, installationssystem. De byggs så att de uppfyller de funktionskrav som verksamheten ställer. Är den tekniska lösningen känd kallas de "byggdelstyper". Exempel på byggdel kan vara en yttervägg, byggdelstypen kan till exempel vara en vägg av betongblock (BSAB-kod FSD.22).
Produktionsresultat är monterade byggvaror, till exempel murverk av tegel för fasad, elcentraler, ventilationsdon.

## Utgivning
AMA är numera varumärket för hela serien som ägs och förvaltas av AB Svensk Byggtjänst.
För att skilja på generationerna följs varje titel av ett årtal som numera är tvåsiffrigt. Den senaste samlade generationen har årtal 98 (1998) och omfattar AF AMA 98, AF Köp 98, Anläggnings AMA 98, Hus AMA 98, VVS AMA 98, Kyl AMA 98 och EL AMA 98 samt särtryck för Plåt, Storkök, Målning och Trädgård. Därtill finns alltså RA och de särskilda Mät- och ersättningsreglerna (MER): MER 2002 Anläggning och MER 2002 Hus. En speciell skrift är Motiv AF AMA 98 som innehåller förklaringar och omfattande kommentarer till föreskrifterna i AF AMA 98.
Uppdateringen av generation 98 har genomförts och följande skrifter har givits ut: AMA AF 07, AMA Anläggning 07, RA Anläggning 07 och MER Anläggning 07. AMA AF har även publicerats i en engelsk översättning. I slutet av 2008 kom AMA AF Köp 08 och under inledningen av 2009 kom AMA och RA Hus 08.  AMA VVS & Kyl 09 och AMA EL 09 med tillhörande RA har kom våren 2010. AMA:s fackområden publiceras alltså inte gemensamt utan vid olika tillfällen.
AMA AF Konsult 10 som baseras på ABK 09 (Allmänna Bestämmelser för konsultuppdrag) är den första AMA-skriften inom detta område.
Uppdateringen fortsätter med en planerad nyutgåva av de tekniska fackområdena vart tredje år. De skrifter som har utkommit i detta treårs intervall är följande:
- AMA Anläggning 10, RA Anläggning 10, MER Anläggning 10
- AMA Hus 11, RA Hus 11, MER Hus 11
- AMA AF 12, AMA VVS & Kyl 12, RA VVS & Kyl 12, AMA EL 12, RA EL 12
- AMA Anläggning 13, RA Anläggning 13, MER Anläggning 13
- AMA Hus 14, RA Hus 14, MER Hus 14
- AMA VVS & Kyl 16, RA VVS & Kyl 16, AMA EL 16, RA EL 16
- AMA Anläggning 17, RA Anläggning 17, MER Anläggning 17
- AMA Hus 18, RA Hus 18
- AMA Anläggning 20, RA Anläggning 20, MER Anläggning 20
- AMA AF 21

Särtryck har tagits fram för måleriarbeten och plåtbyggnad, vilka är delar av AMA Hus 11.
Nyheter och förändringar som inträffar mellan utgivningarna publiceras två gånger om året i AMA-nytt. Utöver förslag till ändrade beskrivningstexter finns artiklar i en separat informationsdel. Dessa ger fördjupad information inom olika ämnen.

## Branschregler
AMA är numera samordnat med de Allmänna bestämmelserna AB, ABT och ABK. Tillsammans med till exempel Bygghandlingar 90 och Svensk standard finns en grund med standardiserade metoder och avtalsvillkor som genom att åberopas i ett kontrakt blir gällande. Lagstiftning om entreprenadavtal har därför kunnat undvaras.

## Historik
AMA är förkortningen för Allmän material- och arbetsbeskrivning och har funnit i olika former sedan 1930-talet. 1936 gav dåvarande Byggnadsstyrelsen ut Allmänna Material- och Arbetsbestämmelser. Försvarsväsendets samarbetsdelegation i byggnadsfrågor tog fram en militär standard Militär byggstandard 1944 (MBS).
Arbetet med den första AMA påbörjades hösten 1945 på initiativ av svenska arkitekters riksförbund. Medel (50 000 kronor fram till 1 juli 1946 och 87 000 för nästkommande budgetår) hade då ställts till förfogande av statens tekniska forskningsråd, Kungl. Maj:t efter riksdagsbeslut, samt statens kommitté för byggnadsforskning.
Lantbruksförbundets byggnadsförening gav ut Allmän material- och arbetsbeskrivning för om- och nybyggnad av bostadshus 1946.
Samarbetskommittén för byggnadsfrågor (SfB) hade bildats 1945. Kommittén hade två huvuduppgifter, att skapa enhetliga arbetsbeskrivningar för husbyggnader och bilda ett forum där husbyggnadsfrågor kunde samlas för att utredas och mynna i praktiska råd. Den första publikationen var ByggAMA 1950.
RörAMA 1950 utarbetades av Svenska värme- och sanitetstekniska föreningen genom 1949 års Tekniska kommitté för allmänna bestämmelser inom rörledningsfacket och dess arbetsutskott.

Som ledande princip för arbetet med Bygg AMA 1950 angavs 
| ”                       | ... att bestämmelserna icke finge innehålla onödigt stränga fordringar, som kunde fördyra arbetet. | „ |
| – Bygg AMA 1950, s. 15. | |   |

I arbetet med begreppsbestämningar och språkbruk medverkade TNC Tekniska nomenklaturcentralen. Detta föranledde följande text i pressen: 
| ”                         | Som varje förnuftig människa redan anat kommer detta högteoretiska nya språkbruk från dem som sitter vid skrivborden och letar efter arbetsuppgifter. | „ |
| – Aftonbladet 6 juni 1950 | |   |